# Pseudodiploexochus messanai
Pseudodiploexochus messanai är en kräftdjursart som beskrevs av Stefano Taiti och Franco Ferrara 1979. Pseudodiploexochus messanai ingår i släktet Pseudodiploexochus och familjen Armadillidae. Inga underarter finns listade i Catalogue of Life.